# Megyer, Veszprém
Megyer  este un sat în districtul Sümeg, județul Veszprém, Ungaria, având o populație de 33 de locuitori (2011). 

## Demografie
Componența etnică a satului Megyer
     Maghiari (82,61%)
     Romi (17,39%)
Componența confesională a satului Megyer
     Romano-catolici (42,42%)
     Necunoscută (57,58%)
Conform recensământului din 2011, satul Megyer avea 33 de locuitori. Din punct de vedere etnic, majoritatea locuitorilor (82,61%) erau maghiari, cu o minoritate de romi (17,39%). Nu există o religie majoritară, locuitorii fiind  și romano-catolici (42,42%). Pentru 57,58% din locuitori nu este cunoscută apartenența confesională.